# (10546) Nakanomakoto
(10546) Nakanomakoto est un astéroïde de la ceinture principale.

## Description
(10546) Nakanomakoto est un astéroïde de la ceinture principale. Il fut découvert le 28 mars 1992 à Kitami par Kin Endate et Kazuro Watanabe. Il présente une orbite caractérisée par un demi-grand axe de 2,26 UA, une excentricité de 0,17 et une inclinaison de 7,2° par rapport à l'écliptique.

## Compléments